# ヴィックスバーグ (軽巡洋艦)
ヴィックスバーグ (USS Vicksburg, CL-86) は、アメリカ海軍の軽巡洋艦。クリーブランド級軽巡洋艦の16番艦。艦名はミシシッピ州ヴィックスバーグにちなむ。その名を持つ艦としては3隻目。

## 艦歴
ヴィックスバーグは1942年10月26日にバージニア州ニューポート・ニューズのニューポート・ニューズ造船所でシャイアン (Cheyenne) として起工し、1ヶ月後にヴィックスバーグに改名された。1943年12月14日にミュリエル・ハミルトン（ヴィックスバーグ市長J・C・ハミルトンの娘）によって進水、1944年6月12日にノーフォーク海軍工廠でウィリアム・C・ヴォス艦長の指揮下就役する。7月にチェサピーク湾で最初の海上公試を行った後、8月7日に英領西インド諸島への慣熟航海に出港し、8月12日～30日までトリニダード島を拠点にパリア湾で訓練を行い、プエルトリコのクレブラ島沖で射撃訓練を行った後、駆逐艦「ブルーム(USS Broome, DD-210) 」と「シンプソンUSS Simpson, DD-221) 」に護衛されて帰国の途についた。
「ヴィックスバーグ」はレーダー訓練に参加するため、9月9日にバージニア州ハンプトン・ローズに到着した。その翌日、メイ岬沖で無人機を使った射撃訓練を行った。9月11日、ボストン海軍工廠の乾ドックに入渠し、9月24日までオーバーホールを受けた。その後、メイン州ロックランド沖で行われた追加試験やボストンでの放射線テストを受けた。10月5日～12月15日まで、ナラガンセット湾、ブロック・アイランド海峡、ロングアイランド湾で就役を待つ大型軍艦の乗組員向けの訓練艦を務めた。12月17日、定期整備のためノーフォーク海軍工廠に入り、12月30日～31日にかけて試運転を行った後、1945年1月1日に太平洋へ向けて出港した。駆逐艦「ロッドマン(USS Rodman, DD-456) 」と「エモンズ (USS Emmons, DD-457) 」が随伴し、3隻は第21.12任務群 (TG21.12) とされた。TG21.12は1月5日にパナマ運河を通過し、バルボアに入り、同地で解隊された。「ヴィックスバーグ」は翌日真珠湾に向けて出港し、1月17日に到着し、同地で射撃・レーダー探知・護衛機との連携といった防空訓練を含む戦闘訓練に参加した。

### 硫黄島の戦い
2月5日、「ヴィックスバーグ」はサイパン島に向けて出港し、8日後に到着した。同地で硫黄島攻略戦の準備のため給油艦「エノリー(USS Enoree, AO-69) 」から補給を受けた。「ヴィックスバーグ」は第52.19任務群 (TG52.19) に加わり、2月14日に出撃した。翌日、陸上砲撃部隊の一つで旧式の弩級戦艦「ネバダ (USS Nevada, BB-36) 」「アイダホ (USS Idaho, BB-42) 」、重巡洋艦「チェスター (USS Chester, CA-27) 」「ペンサコーラ (USS Pensacola, CA-24) 」と数隻の駆逐艦で構成された第54.9.2任務隊に配属された。翌朝6時51分、「ヴィックスバーグ」「チェスター」「ペンサコーラ」は配置につき、7時9分に「ヴィックスバーグ」は観測のためOS2U水上機1機を発艦させ、砲撃の指揮を執った。距離12,000ヤード (11,000 m) で発砲し、硫黄島北側の日本軍陣地を砲撃した。悪天候のためOS2Uの観測員は砲撃の観測ができなかったが、3隻は約1時間砲撃を続け、8時8分に砲撃を停止した。
砲撃は9時47分に再開されたが、依然として視界不良の状態は続いていた。同日3回目の砲撃の時には雲が消え、より効果的な射撃が可能となった。14時4分に零戦が観測機を襲撃してきたが、「ペンサコーラ」所属機によって撃墜された。4回目の砲撃は16時18分に開始され、17時27分に終了した。TG52.19の各艦は夜を待って現場を離れた。彼らはその後2週間以上を硫黄島沖で活動し、上陸作戦を行う海兵隊への火力支援を行った。
同月後半、「ヴィックスバーグ」は軽巡「マイアミ (USS Miami, CL-89) 」「ヴィンセンス (USS Vincennes, CL-64) 」「サンディエゴ (USS San Diego, CL-53) 」と駆逐艦15隻とともにTG52.19から分離され、第58.1.22任務隊を構成し、同任務隊は3月2日、沖大東島を攻撃した。
3月5日「ヴィックスバーグ」は補給を受けるためウルシー環礁へ向けて出発した。補給を受けている間に、高速空母機動部隊である第58任務部隊に編入され、配下の空母戦闘団のひとつ第58.1任務群に配属された。TF58は3月14日に出撃し、来るべき沖縄戦に備えて空襲を行った。

### 沖縄戦～終戦
3月18日未明、空母群を攻撃した一式陸上攻撃機が「ヴィックスバーグ」に魚雷攻撃を試みたが、「ヴィックスバーグ」は魚雷を35ヤード (32 m) の距離で辛うじて避けることができた。約20分後、別の日本機が照明弾を投下したが、「ヴィックスバーグ」を含む数隻の集中砲火で撃墜された。日本軍の攻撃は朝まで続き、銀河爆撃機が急降下を試みたが米軍の激しい砲火に撃墜され、その2時間後には彗星急降下爆撃機が「ヴィックスバーグ」上空を飛行し、「ヴィックスバーグ」の対空砲が3発命中して最後は他の艦の5インチ砲弾で撃墜された。その後の数日間、空母艦載機は日本本土の各地を爆撃し、空母群は日本軍の激しい反撃を受けた。この間、「ヴィックスバーグ」は合計8機の日本軍機を撃墜した。また日本近海で撃墜された友軍パイロットを艦載機で救助した。
4月1日に沖縄戦が始まると、「ヴィックスバーグ」は沿岸砲撃任務に戻った。沖縄本島南部を横断するアメリカ軍を支援して防衛の要衝、要塞化された洞窟、その他の防御陣地を砲撃した。6インチ砲と5インチ砲から数先発の砲弾を発射し、日本軍陣地と数百ヤードの距離で交戦したこともあった。沖縄戦の最終段階では「ヴィックスバーグ」は東シナ海で掃海艇群の護衛に回っていた。作戦は6月24日に終了し、「ヴィックスバーグ」はフィリピンに向かった。7月中旬、「ヴィックスバーグ」は旧式戦艦「アーカンソー (USS Arkansas, BB-33) 」「テキサス(USS Texas, BB-35) 」、巡洋艦2隻、駆逐艦数隻とともに第95.7任務群を構成した。同任務群は沖縄近海の哨戒や東シナ海円がへの空爆に従事し、この海域の日本の海上交通を妨害したが、この間「ヴィックスバーグ」は大きな戦闘には参加しなかった。8月初め、「ヴィックスバーグ」は軽巡「モービル (USS Mobile, CL-63) 」や数隻の駆逐艦とともにウェーク島を攻撃する空母「イントレピッド (USS Intrepid, CV-11) 」「カボット (USS Cabot, CVL-28) 」を護衛した。

### 戦後
ヴィックスバーグは1945年8月15日の日本の降伏によって、フィリピン海域に留まることとなる。8月20日、レイテ島のサンペドロ湾を第30.3.7任務部隊の一部として、駆逐艦「モール (USS Moale, DD-693) 」「ロウ (USS Rowe, DD-564) 」「ロウリー (USS Lowry, DD-770) 」と共に出航した。艦隊は日本本土に接近すると、高速空母部隊と合流した。「ロウリー」は機雷を発見、爆破処理した。
「ヴィックスバーグ」は8月24日にジョン・S・マケイン中将率いる任務部隊の一部、第38.2任務群に加わり、海上での物資および食糧補給を行った。第38.2任務群は部隊に先立ち東京湾への接近をカバーし、9月2日の日本の降伏式典時も任務を継続した。その3日後、東京湾に入港した。
東京湾で第10巡洋艦隊司令官のL. J. ウィルツ少将が「ヴィックスバーグ」を旗艦として移乗し、9月20日にジョン・F・シャフロス少将率いる第3艦隊任務群の一部として東京湾を出航、沖縄に向かった。9月23日に中城湾に停泊し、2,200名の帰還兵を乗艦させた。
「ヴィックスバーグ」は10月4日に真珠湾に到着、その5日後に本国へ帰還する第3艦隊に先だって出航した。10月15日、艦隊はサンフランシスコ湾での観閲式し、「ヴィックスバーグ」は10月26日まで湾に留まる。その後モンテレー湾に移動し、10月27日に海軍記念日の視察に参加した。10月31日にロングビーチに到着し、11月6日にはオレゴン州ポートランドに移動、終戦記念式典に参加後、11月16日にロングビーチに帰還した。
1946年1月17日、サンフランシスコ湾のターミナル・アイランド海軍造船所入りし信頼性試験を行った後、「ヴィックスバーグ」はオーバーホールと近代化が行われた。1946年5月20日、第3艦隊司令官のフレデリック・C・シャーマン少将は戦艦「アイオワ (USS Iowa, BB-61) 」から「ヴィックスバーグ」へ旗艦を変更、移乗した。その2日後サンディエゴに移動し、海軍航空基地に停泊する。「ヴィックスバーグ」は9月まで同地に留まり、その後A・E・モンゴメリー中将の臨時旗艦となる。
「ヴィックスバーグ」は1947年6月30日にサンフランシスコで退役した。モスボール状態で保管後、1962年10月1日に除籍され、1964年8月25日にカリフォルニア州ターミナル・アイランドのナショナル・メタル・アンド・スチール社にスクラップとして売却された。
「ヴィックスバーグ」は第二次世界大戦の戦功で2個の従軍星章を受章した。